# Río Madre Vieja
Río Madre Vieja är ett vattendrag i Guatemala. Det ligger i den sydvästra delen av landet, 120 km sydväst om huvudstaden Guatemala City.